# Кричев I
Кричев I (бел. Крычаў I) — железнодорожная станция I класса в одноимённом городе Могилёвской области Белоруссии. Станция расположена на пересечении однопутных тепловозных линий Рославль — Могилёв и Орша — Унеча. Кричевский узел также включает в себя станции Осовец, Ходосы, Кричев II и Климовичи. Станция относится к Могилёвскому отделению Белорусской железной дороги.

## История
Станция была открыта в 1923 году в составе линии Орша — Коммунары. После строительства в 1931 году линии Шестёровка — Могилёв — Осиповичи стала узловой.

## Расписание движения

### Поезда дальнего следования

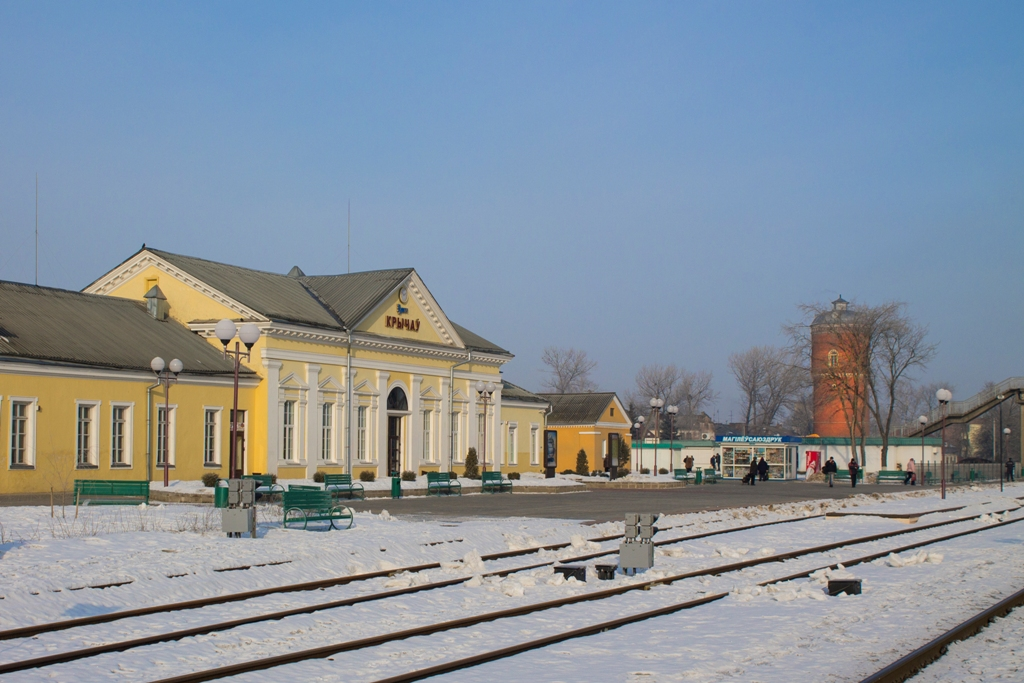
Вокзал города Кричева зимой

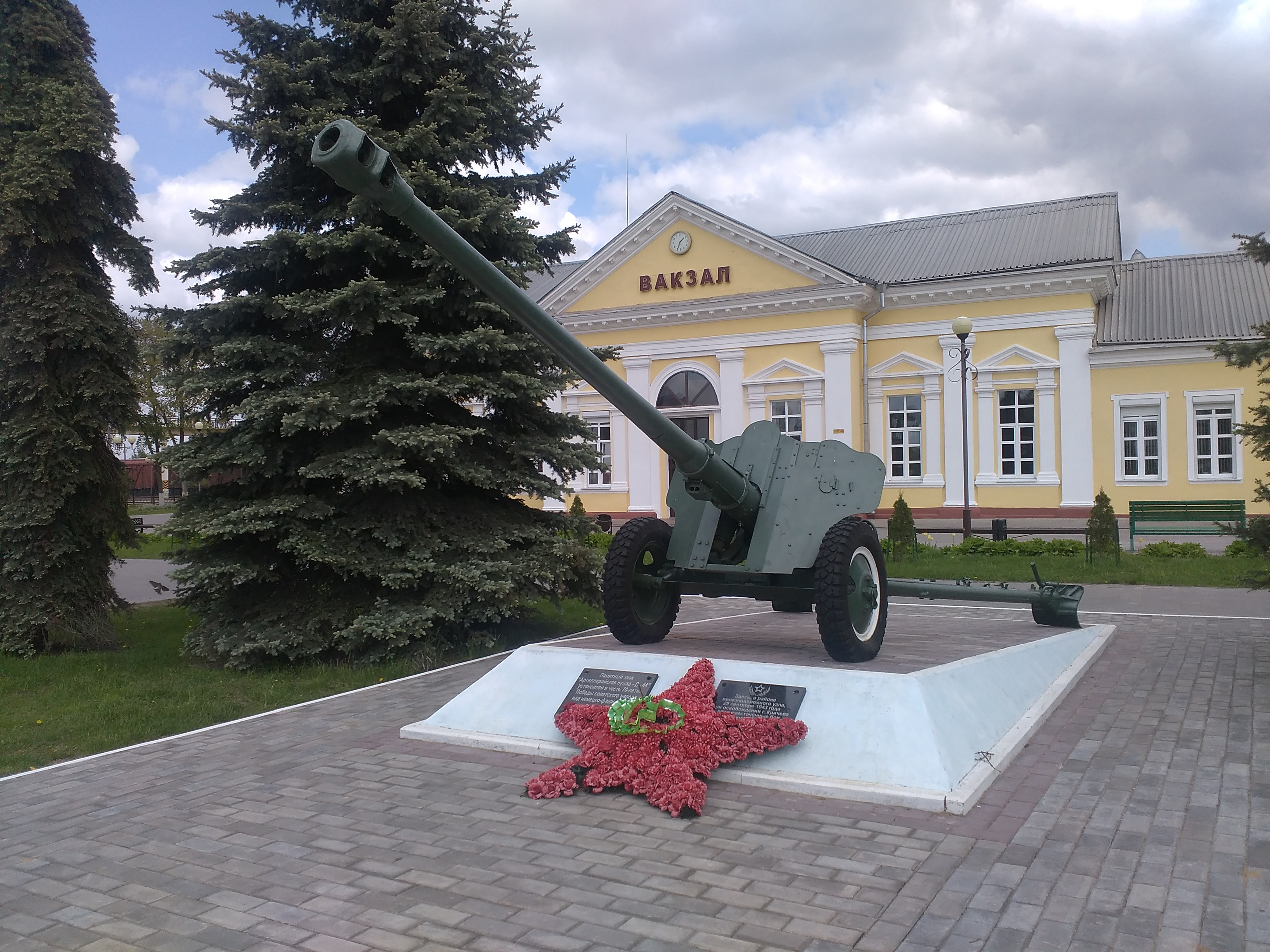
Пушка Д-44 напротив вокзала

Большая часть поездов является межрегиональными экспрессами.
| Номер | Маршрут движения    | Номер | Маршрут движения    |
| ----- | ------------------- | ----- | ------------------- |
| 661   | Брест — Коммунары   | 662   | Коммунары — Брест   |
| 827   | Орша — Коммунары    | 828   | Кричев — Орша       |
| 829   | Коммунары — Кричев  | 830   | —                   |
| 837   | Орша — Кричев       | 838   | Кричев — Орша       |
| 839   | Могилёв — Коммунары | 840   | Коммунары — Могилёв |
| 841   | Могилёв — Коммунары | 842   | Коммунары — Могилёв |